# Santuario della Madonna della Strà
Il Santuario della Madonna della Strà (o chiesa di San Michele) è una chiesa sussidiaria della parrocchia di Belfiore, in provincia e diocesi di Verona; fa parte del vicariato dell'Est Veronese, precisamente dell'Unità Pastorale Pieve.

## Storia

### Le origini
La pieve di San Michele sorge accanto ad un'antica strada romana che conduceva da Verona ad Este, oggi ai margini dell'abitato, poi denominata Imperiale Berengaria, ma più conosciuta con il nome popolare di Porcilana.
Una lapide, oggi a Verona presso il Museo Lapidario Maffeiano, ricorda l'anno esatto dell'erezione della chiesa, il 1143, inaugurata nei pressi della festa di San Martino di Tours ai tempi del Vescovo di Verona Tebaldo II (o Teobaldo), del prete Ambrosio (arciprete della chiesa, che era anche una collegiata), e il nome degli architetti, Borgo e Malfatto. Alla costruzione concorse anche un fabbro di Zevio di nome Alberico, come riportato da un'iscrizione graffita sul penultimo pilastro di destra.

Gli storici dell'architettura romanica veronese nutrono dei dubbi se i lavori eseguiti nel 1143 siano un rifacimento o una nuova costruzione. Attorno alla chiesa, ma anche nella stessa, infatti, sono presenti frammenti di costruzioni precedenti che fanno ipotizzare l'esistenza di una chiesa di età longobarda, sempre dedicata a San Michele, sorta su un edificio pagano, forse di natura funeraria. Questo dimostrerebbe qui come in altre località del veronese la funzione cimiteriale delle molte chiese dedicate all'Arcangelo venerato dai Longobardi.
Nella bolla di Papa Eugenio III del 17 maggio 1145, la Piae postulatio voluntatis, la pieve di Porcile è citata, sottoposta al Vescovo di Verona, cosa che ribadiranno le bolle di Anastasio IV (1153), Clemente III (1188) e Martino V (1419). Il Vescovo Adelardo Cattaneo concesse parte delle decime all'abate dell'Abbazia di San Pietro di Villanova, il Vescovo Norandino alle monache di San Michele di Campagna e il Vescovo Bartolomeo I della Scala a Giovanni Cipolla.
Il clero che officiava la chiesa era piuttosto numeroso, come riportano i documenti del XIII secolo e la canonica era ampia, permettendo di compiere, sotto di essa atti pubblici e privati.
Nel XIV secolo l'interno dell'edificio fu certamente decorato con affreschi, alcuni tuttora visibili, mentre al 1497 risale la collocazione della statua della Madonna delle Strà, opera di Giovanni Zebellana.
Al Cinquecento risalgono le due cappelle laterali, dedicate a Sant'Agata e Sant'Onofrio.
Dalla visita pastorale del Vescovo di Verona Gian Matteo Giberti nel 1530 veniamo a sapere che il pavimento della chiesa risulta malconcio, ordinando di ripararlo. Nel 1535 risulta sistemato a metà. Poi vi è una cappella con la volta screpolata, la sommità del campanile da sistemare, come da sistemare vi è il tetto. Si chiede di intonacare le pareti, di svecchiare le pale d'altare, di restaurare la canonica e di dotare la chiesa di un tabernacolo decente dove conservare dignitosamente il Santissimo Sacramento. Infine, si chiede di procurarsi nuovi paramenti, calice, messale e altri arredi sacri.
Dal 1592 si nota il cambio di denominazione della chiesa, da San Michele di Porcile a Madonna della Strà.

### Da pieve a santuario mariano
La chiesa fu la parrocchiale di Belfiore fino al 1622, anno in cui la cura d'anime passò alla chiesa dei Santi Vito, Modesto e Crescenzia, considerata più comoda per gli abitanti vista la sua posizione all'interno dell'abitato e la rovinosa piena dell'Adige che ruppe gli argini in località Chiaveghette e attraversò la strada Porcilana.
Il declassamento della pieve portò alla trasformazione della chiesa in un santuario, dedicato alla venerata Madonna della Strà. Purtroppo iniziò un periodo di progressivo abbandono, tanto che l'arciprete vi celebrava solo una Santa Messa la prima e l'ultima domenica del mese.
La peste del 1630 uccise 280 persone a Belfiore (ma se ne salvarono 262), 40 a Bionde (47 sopravvissuti) e 11 a Zerpa. Poi l'epidemia a Belfiore cessò miracolosamente e i fedeli istituirono il 16 agosto 1630 la festa votiva di ringraziamento alla Madonna della Strà per la liberazione dal morbo.
Se la devozione alla Vergine era viva, le condizioni economiche non permisero di intervenire sul risanamento della struttura, danneggiata dalle inondazioni. Nel 1632 si arrivò addirittura a dissacrare due altari, di San Sebastiano e della Madonna del Rosario. Nonostante ciò il 13 giugno 1639 l'arciprete e la comunità belfiorese istituirono la festa dell'incoronazione della Madonna della Strà.
Da un'iscrizione presente in chiesa si comprende che nel 1651 la costruzione fu restaurata, tanto che si ipotizza che risalgano a quel periodo le navate laterali.
Un altro restauro è datatabile al 1783, quando l'edificio versava in pessime condizioni statiche.
Il parroco don Francesco Farsaglia,per evitare manomissioni o distruzioni durante l'occupazione napoleonica, decise nel 1805 di portare provvisoriamente nella chiesa di San Vito la statua della Madonna della Strà, portata da alcuni abitanti scortati da soldati di guardia. Fu ricondotta nel santuario il 25 maggio 1806, solennità di Pentecoste.

### La rinascita
Nel 1878 divenne parroco don Teodosio Faccioli, che guiderà la parrocchia per 32 anni. Sarà lui, in accordo con il sindaco, cavaliere Carlo Lebrecht, a decidere di recuperare il santuario. Infatti, nel 1894 la chiesa era di nuovo in condizioni statiche precarie. Viste le difficoltà economiche si decise di applicare un consolidamento provvisorio che portò al puntellamento della facciata e all'applicazione di catene metalliche alla navata centrale. Inoltre, l'abside e la facciata furono legate da cinque spessi tiranti in ferro. 
La chiesa rimase chiusa al culto dal 1894 al 1905, anno in cui furono compiuti importanti lavori di restauro diretti dall'ingegnere e marchese Alessandro Da Lisca. Si rafforzarono le parti pericolanti, si demolirono le sovrastrutture interne ed esterne, cercando di ridare alla chiesa, per quanto possibile, l'originario aspetto romanico. In tale occasione si demolì il vecchio tetto e alcuni tratti superiori della navata centrale, visto l'avanzato degrado. Proprio quest'ultima operazione fece comprendere come quei muri non fossero originali visto che contenevano affreschi del XIII secolo, poi usati come materiali di spoglio.

Il Da Lisca provvide anche a raddrizzare la facciata (che rischiava di crollare) e a rifare il pavimento, riportandolo al livello originale. Inoltre, furono ricoperte le finestrine, recuperati gli affreschi, aperte le prime due arcate verso la porta d'ingresso della facciata, antecedentemente ostruite e restaurata l'abside.
Gli ultimi lavori alla chiesa risalgono al XXI secolo. Nel 2003-2004, quando era parroco di Belfiore, mons. Luigi Magrinelli. L'intervento progettato dagli architetti Daniela Bravi, Lorenza Santolini e Giuseppe Bonturi portò all'integrazione delle parti mancanti dei materiali lapidei, al risanamento delle murature e al consolidamento della copertura.

## Descrizione

### Esterno

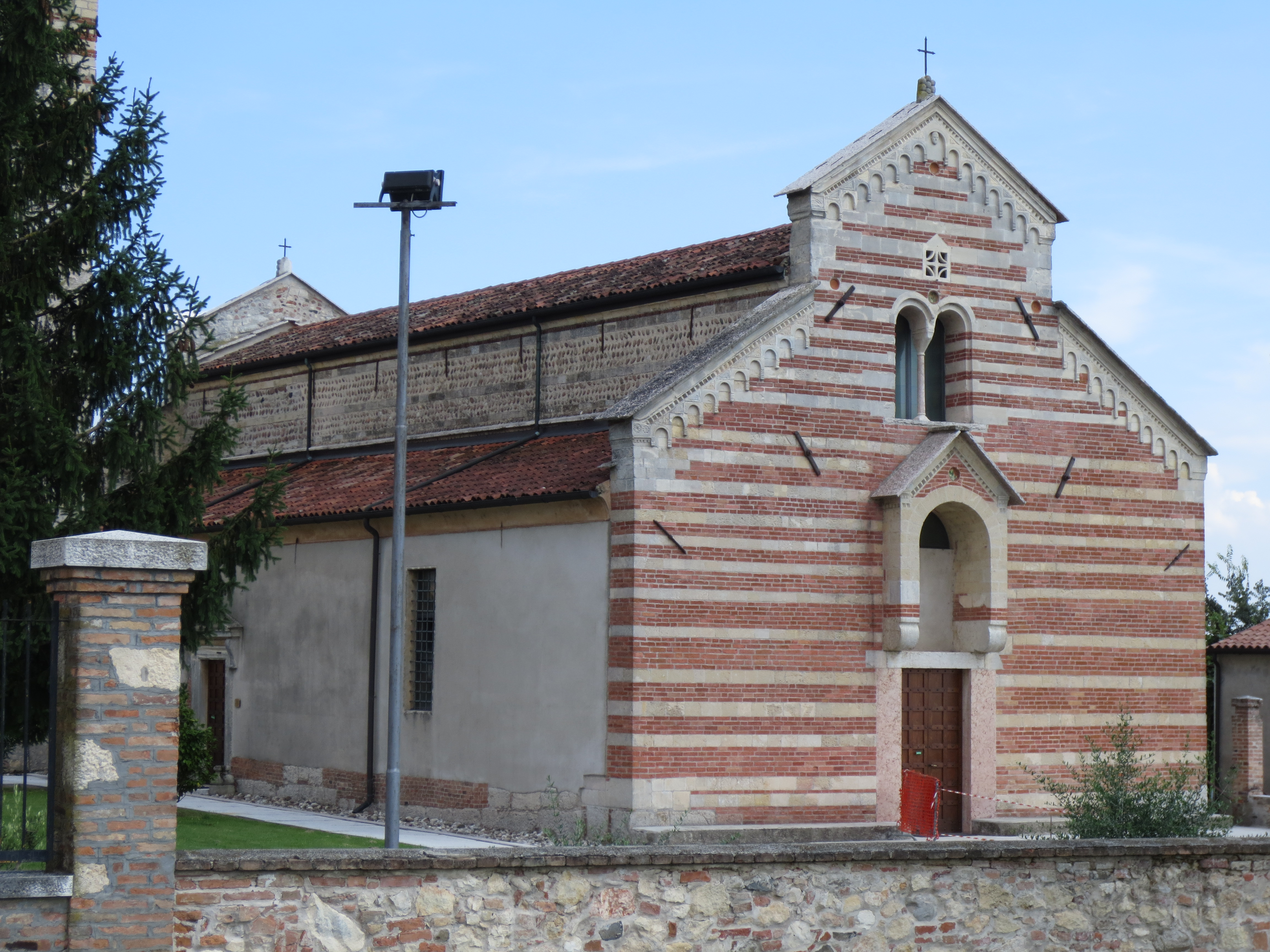
La facciata della chiesa

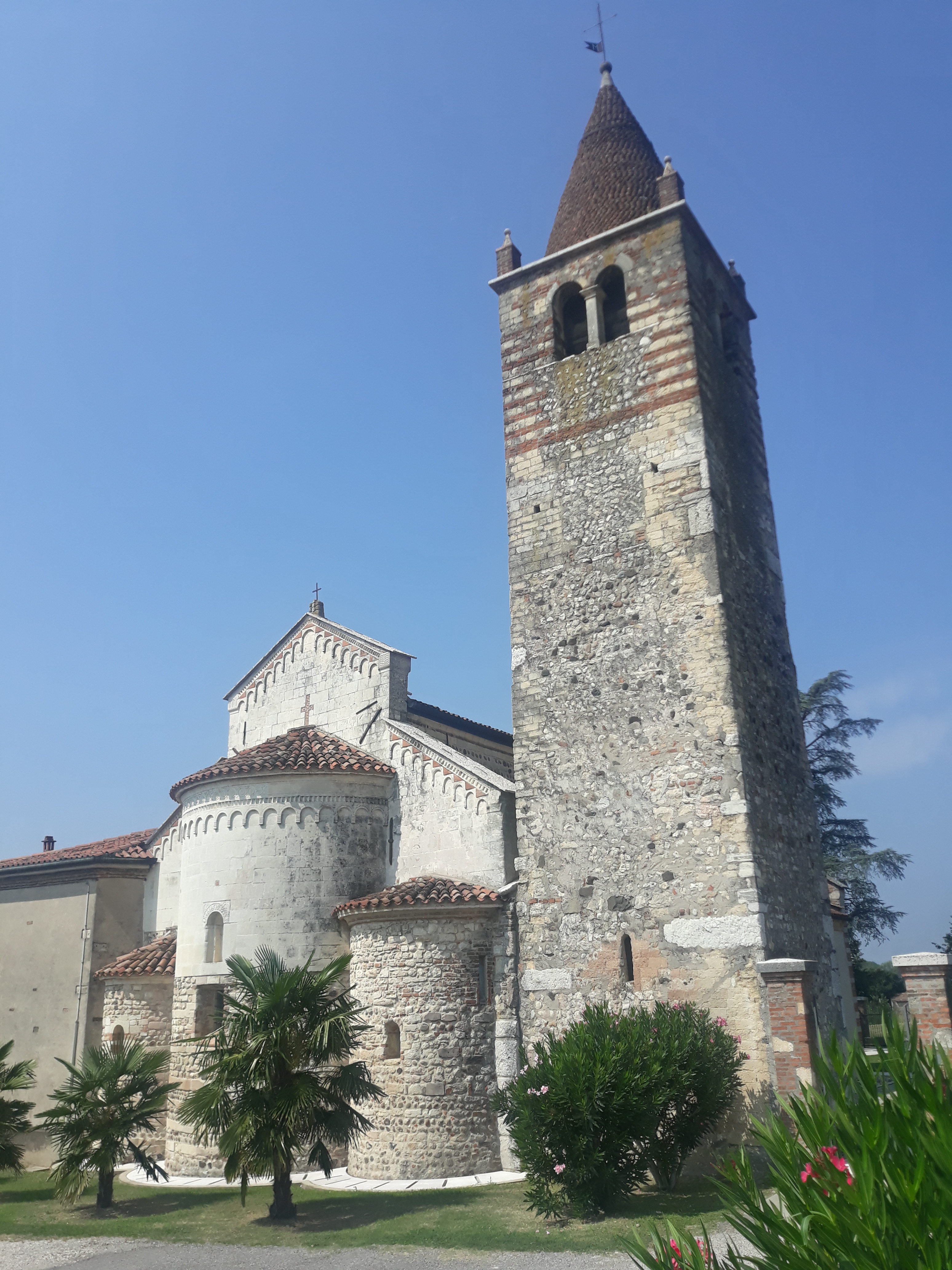
Le absidi e il campanile

La facciata, rivolta verso occidente, è a salienti ed è costituita da corsi alternati di tufo e di cotto, tipico del romanico veronese, specie quello cittadino.
Al centro della facciata è presente il portale rettangolare, protetto da un protiro pensile. Sopra quest'ultimo una bifora con archi a tutto sesto che dà luce alla navata centrale. La facciata è completata dai quattro spioventi in pietra calcarea con decorazione ad archetti pensili e una cornice a denti di sega.
Nella facciata sono presenti cinque scodelle di maiolica, simboleggianti le cinque piaghe di Cristo, un unicum nell'architettura romanica veronese, mentre era elemento comune nelle facciate delle chiese longobarde e sembra attestare un'influenza emiliana.
La zona absidale presenta materiali eterogenei. La parte inferiore dell'abside centrale e di quella meridionale, è costituita da ciottoli di fiume alternati a corsi di tufo, mentre quella superiore in "bolognini" dello stesso materiale tufaceo. L'abside centrale, nella parte superiore, presenta una decorazione ad archetti pensili. L'abside settentrionale, probabilmente, è stata rifatta. Nelle absidi sono evidenti le strette monofore.
La chiesa è circondata da un muro con cancellata. Un tempo la recinzione era costituita da una muratura molto elevata, costruita nel XV secolo, tanto che ostacolava la visione della chiesa ai passanti.

### Interno

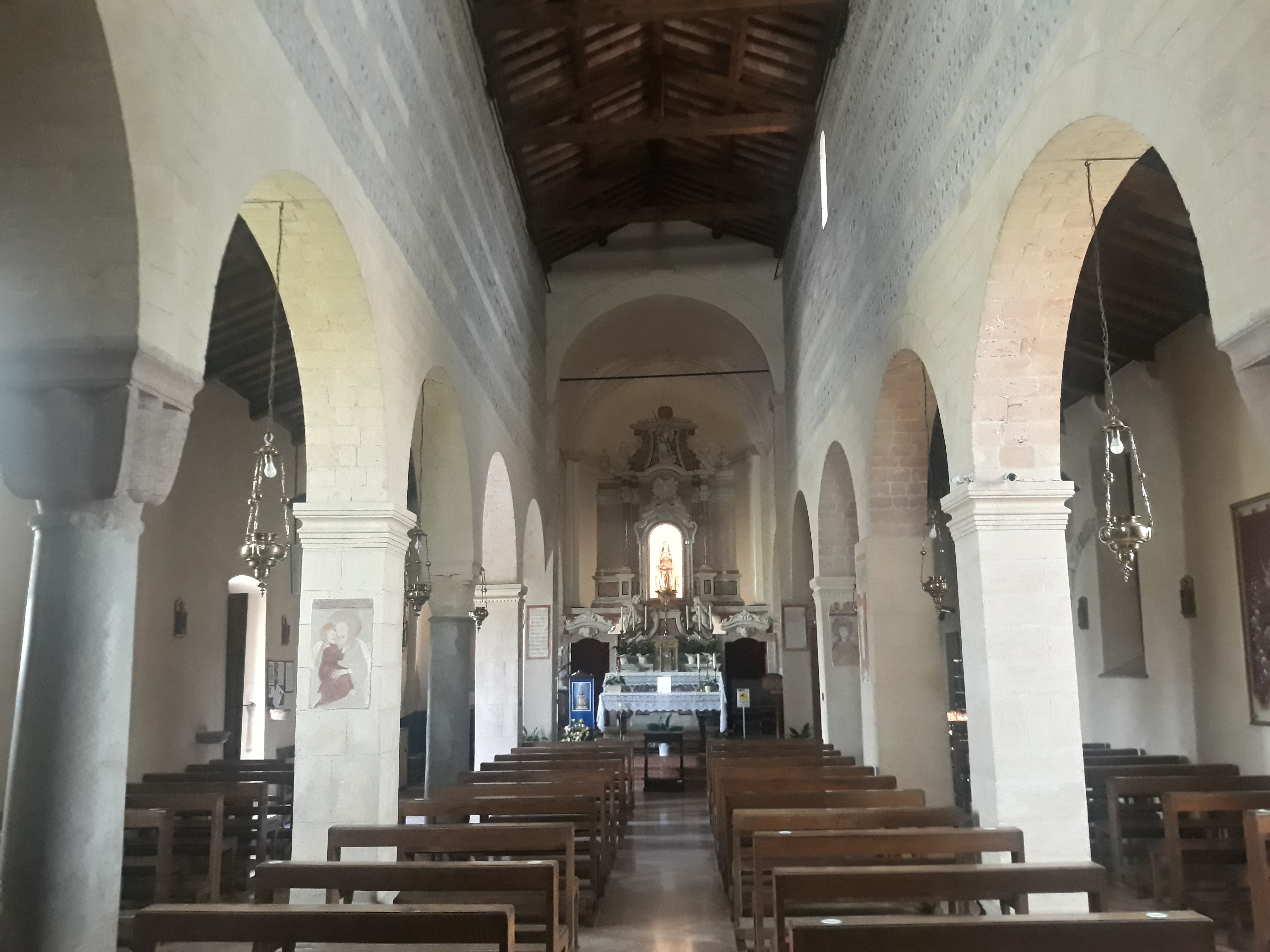
La navata centrale verso il presbiterio e l'abside.

La chiesa internamente si presenta a tre navate chiuse da tre absidi e copertura a capriate lignee in quella centrale, ad un unico spiovente nelle laterali. La base non è perfettamente rettangolare.
A introdurre la luce esterna all'interno della chiesa vi sono ampie finestre rettangolari nelle navate laterali e strette monofore strombate sulla parete meridionale della navata centrale.
Il pavimento è in lastre rettangolari di marmo nembro rosato collocate a spina di pesce. Fu fatto realizzare nel 1965 dall'allora parroco don Luigi Bosio, oggi venerabile
Le navate sono divise da tre colonne per parte alternate a due pilastri, mentre le pareti sono a bolognini di tufo nella zona inferiore, mentre nelle parti alte vi è un'alternanza tra il tufo e i ciottoli disposti a spina di pesce.
Interessanti i capitelli delle colonne. La prima coppia presenta due capitelli con otto spicchi lisci, mentre la seconda colonna di sinistra ha un capitello tufaceo simil corinzio, con tre foglie d'acanto spinoso, risalente al XII secolo. Le due colonne di fronte al presbiterio sono semimurate in due pilastri e presentano due capitelli in tufo preromanici, probabilmente materiale di spoglio.
Su due pilastri sono presenti delle iscrizioni. Oltre alla già citata iscrizione sul penultimo pilastro di destra, riferita ad Alberico da Zevio, in quello a sinistra dell'altare si ricordano l'esecuzione della statua della Madonna e il giorno della sua incoronazione. Nel penultimo pilastro un'epigrafe latina ricorda la vittoria dei veronesi sui mantovani il 26 giugno 1199 e la presa di Argenta da parte del condottiero scaligero Salinguerra.

#### Gli affreschi
In passato la chiesa possedeva delle pitture su legno raffiguranti gli Apostoli e una rappresentazione di San Michele, oggi perdute. 
Nessuno si era invece reso conto della presenza degli affreschi, visto che nel 1651 furono coperti dalla calce. Solo con il restauro del 1905 alcuni affreschi videro di nuovo la luce.
Gli affreschi sui pilastri sono stati restaurati nel 2015 per volere del parroco don Roberto Pasquali.
Sul primo pilastro sinistro sono raffigurati una Madonna col Bambino e una Santa identificabile forse con Santa Caterina d'Alessandria. Sul secondo pilastro sinistro, più vicino all'altare, vi sono un San Bartolomeo e la testa di una Santa.
Sul lato destro abbiamo nel secondo pilastro la figura di Sant'Onofrio e un Santo vescovo, mentre nel terzo vi sono una Santa coronata e un possibile San Lorenzo.
Gli affreschi risultano databili tra il XIII e il XIV secolo.

#### Il presbiterio e le tre absidi
Il presbiterio è elevato di tre gradini, in marmo rosso Verona, rispetto alla navata centrale. Presenta un pavimento con lastre di breccia rosata, mentre è coperto da una volta a botte.
Nella nicchia dell'altare maggiore preconciliare, risalente al 1750, è collocata la statua della Madonna con Bambino, venerata col titolo di Madonna della Strà. Il simulacro, ligneo policromo, è opera dell'artista veronese Giovanni Zebellana, con la collaborazione del pittore Leonardo di Desiderio degli Atavanti, e fu commissionato dalla locale Compagnia della Beata Vergine. Grazie al restauro avvenuto tra il 1986 e il 1988 e promosso dalla Soprintendenza alle Belle Arti, si è scoperto sullo sgabello della statua la firma dell'autore e la data d'esecuzione dell'opera, il 1497. 

La Vergine, con veste dorata, ricami in lacca rossa e parte interna del manto azzurra, è raccolta in preghiera con le mani giunte, con il Bambino Gesù disteso sulle ginocchia che stringe un pettirosso in una manina.
Un'altra opera della chiesa è il Crocifisso ligneo collocato nell'abside sinistra. Di mano ignota, attribuito al XIV secolo, è stato restaurato nel 2002.
Sia l'abside maggiore sia le due laterali presentano una semicalotta sferica in muratura intonacata.

## Campanile e campane

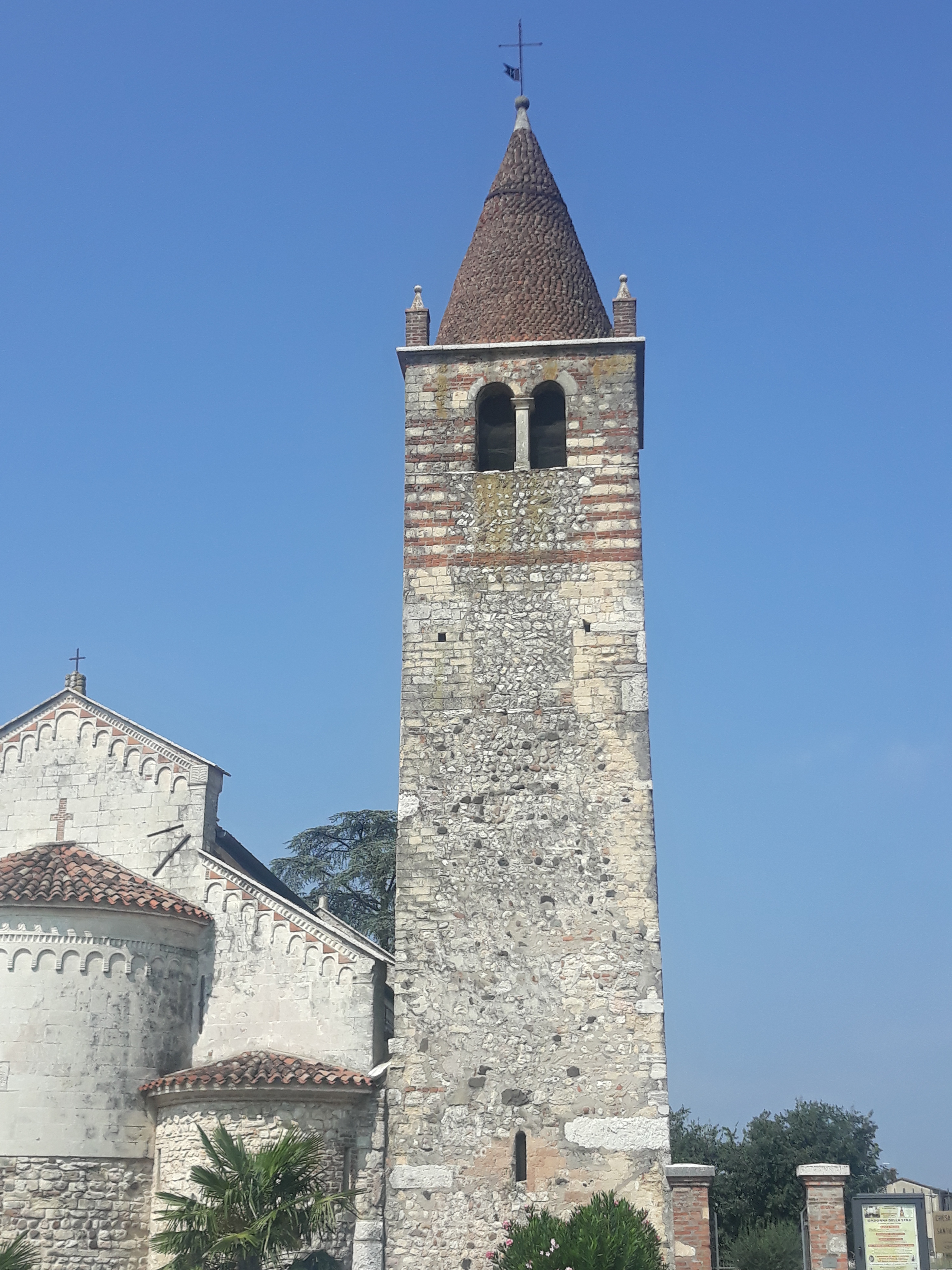
Il campanile.

Il campanile, addossato alla parete settentrionale della chiesa, presenta una pianta quadrata ed è d'incerta datazione. La canna della torre mostra ciottoli irregolari misti a tufo e blocchetti di pietra calcarea, mentre il lato nord è tutto tufaceo.
Poco oltre la metà della torre si notano delle bifore murate, mentre quelle dell'attuale cella campanaria, aperte sui quattro lati, sono d'epoca rinascimentale.
La copertura del campanile è a pigna in laterizio, con agli angoli quattro pinnacoli. In alto svetta una croce metallica con bandierina segnavento.
Il 15 luglio 1959 la cuspide fu troncata da un violento temporale. L'allora parroco don Luigi Bosio la fece ricostruire.
Il concerto campanario presente oggi è composto da 2 campane in RE4 montate alla veronese e suonabili manualmente. Questi i dati del concerto:
1 – RE4 – diametro 630 mm - peso 150 kg - Fusa nel 1711 da De Rubeis a Verona.
2 – MI4 – diametro 565 mm - peso 94 kg - Fusa nel 1850 da Cavadini di Verona.